# Desaparición de Margaret Ellen Fox
Margaret Ellen Fox (nacida el 4 de febrero de 1960) fue una adolescente estadounidense de 14 años que desapareció el 24 de junio de 1974 en la localidad de Burlington, en el estado de Nueva Jersey (Estados Unidos).

## Desaparición
El 24 de junio de 1974, Margaret Ellen Fox tenía previsto reunirse con un hombre que se hacía llamar "John Marshall" en relación con un trabajo como canguro. Marshall había respondido a un anuncio que ella había puesto para contratar sus servicios y había declarado que necesitaba una niñera para el fin de semana siguiente, pero pospuso las primeras reuniones con ella. Finalmente dijo que se reuniría con ella en un Volkswagen rojo. Fox tomó un autobús para llegar a Mount Holly. Su hermana menor la acompañó hasta la parada y la vio subir al autobús. Los testigos dijeron haber visto a Fox cerca de las calles Mill y High después de llegar a Mount Holly. No se la ha vuelto a ver desde entonces.

### Petición de rescate
En las horas posteriores a la desaparición de Fox, las autoridades empezaron a grabar todas las llamadas telefónicas que entraban y salían de la residencia de los Fox. Una de estas llamadas era de un hombre que exigía un rescate de 10 000 dólares por su regreso. El hombre le dijo a la madre de Margaret, que atendió la llamada: "10 000 dólares pueden ser mucho pan, pero la vida de su hija es la cobertura de mantequilla". El autor de la llamada nunca llegó a ser identificado, pese a los esfuerzos posteriores de la policía y el FBI de dar con él, asumiendo que se trataba del secuestrador de Fox.

## Investigación
Después de que Fox no regresara a casa, su familia notificó a las autoridades su desaparición. Tras la investigación, las autoridades descubrieron que "John Marshall" le dio a Fox un número de teléfono antes de su desaparición. Posteriormente, el número se rastreó hasta una cabina telefónica en un supermercado en Lumberton. Las autoridades supieron de inmediato que las circunstancias que rodearon la desaparición de Fox eran de naturaleza sospechosa, creyendo que la niña fue víctima de un secuestro. Varios otros padres se quejaron de hombres que intentaban atraer a sus hijas con ofertas de trabajo falsas. En 1976, un sospechoso en su caso confesó estar involucrado en su desaparición, pero resultó ser falso. Marshall nunca ha sido identificado.
En el año 2019, el Departamento de Policía de la ciudad de Burlington y el FBI reevaluaron sus esfuerzos para encontrar a Fox y su secuestrador. La grabación de audio de la llamada de rescate se subió al sitio web del FBI en un esfuerzo por ver si alguien podría reconocer la voz del hombre que afirmó que tenía a Fox y que quería 10 000 dólares por su liberación. En 2017, un oficial de policía jubilado se asoció con el Departamento de Policía de Burlington para revisar y, con suerte, resolver el caso. Se ofrece una recompensa de 25 000 dólares por información que conduzca al arresto de los secuestradores de Fox. No ha habido arrestos desde entonces.

### Exclusión de personas no identificadas
Según el Sistema Nacional de Personas Desaparecidas y No Identificadas, se descartó a las siguientes fallecidas como posibles restos de Fox.
| Nombre                    | Localidad                       | Fecha                   | Edad  | Causa de muerte          | Circunstancias |
| ------------------------- | ------------------------------- | ----------------------- | ----- | ------------------------ | --- |
|                           |                                 |                         |       |                          | |
| Louise Fleischer          | Chesapeake (Ohio)               | 22 de abril de 1981     | 64–66 | Estrangulamiento         | Mujer cuyo cuerpo fue descubierto en un pozo, habiendo sido asesinada entre 1979 y 1981. Antes de su identificación en 2019, se creía que tenía 30 años cuando murió.                                                                                             |
| Cynthia Gastelle          | Haymarket (Virginia)            | 11 de febrero de 1982   | 18    | Apuñalamiento            | Una joven descubierta dos años después de su desaparición en 1980. Sus restos fueron identificados en 2012. |
| Brenda Black              | New Lenox (Illinois)            | 19 de abril de 1981     | 26    | Indeterminado            | Una nativa de Ohio cuyos restos óseos fueron encontrados a lo largo de la Interestatal 80, y se cree que fue arrojada muerta desde un vehículo en movimiento alrededor de un año antes de su descubrimiento en 1981. Black permaneció sin identificar hasta 2022. |
| Mary Silvani              | Condado de Washoe (Nevada)      | 17 de julio de 1982     | 33    | Herida de arma de fuego  | Una nativa de Míchigan, alejada de sus familiares, asesinada por un asesino en serie ya fallecido. Silvani permaneció sin identificar hasta 2019. |
| Alleghany County Jane Doe | Condado de Alleghany (Virginia) | 18 de noviembre de 1985 | 35–75 | Indeterminado            | Una mujer actualmente sin identificar cuyos restos parciales fueron localizados por cazadores. |
| Tena Marie Gattrell       | Knoxville (Tennessee)           | 1 de junio de 1987      | 27    | Disparo (defensa propia) | Una nativa de California que fue asesinada en un intento de robo. Gattrell permaneció sin identificar hasta 2021. |
| Patrice Corely            | Hebron (Ohio)                   | 29 de abril de 1990     | 29    | Golpes                   | Una nativa de Kentucky que permaneció sin identificar hasta 2017. |
| Marta Haydee Rodríguez    | Stafford (Virginia)             | 3 de febrero de 1991    | 28    | Asesinato                | Una mujer que desapareció en 1989. Tras su identificación en 2018, su exnovio fue acusado de su asesinato. |
| Fairfax County Jane Doe   | Centreville (Virginia)          | 6 de diciembre de 1993  | 26–31 | Apuñalamiento            | Una mujer descubierta enterrada en una fosa poco profunda, que se cree que fue asesinada a finales de los años 1980 o principios de 1990. |
| Newport News Jane Doe     | Newport News (Virginia)         | 6 de junio de 2014      | 25–45 | Indeterminado            | Una mujer actualmente no identificada cuyo cuerpo momificado fue descubierto debajo de una sábana. |